# Damien Walters
Damien Gareth Walters (n. 6 aprilie 1982) este un fost gimnast Britanic din Derbyshire care este specializat în acrobatică și trambulină.
În 2010 a cîștigat premiul "Best Fight" din cadrul Premiilor Taurus World Stunt Awards în filmul Ninja Assassin. În prezent Walters are propria sală Derby City Gymnastics Club în Derby și joacă în filme.

## Filmografie
- 2008 - Hellboy II: The Golden Army
- 2009 - Ninja Assassin
- 2010 - Scott Pilgrim vs. the World
- 2010 - Kick-Ass
- 2011 - The Eagle
- 2011 - I Am Number Four
- 2011 - Blitz
- 2011 - Colombiana
- 2011 - Sherlock Holmes: A Game of Shadows
- 2011 - Captain America: The First Avenger